# Will Mackenzie
Will Mackenzie (* 24. Juli 1938 in Providence) ist ein US-amerikanischer Fernsehregisseur und Schauspieler.

## Lebenswerk
Will Mackenzie begann seine professionelle Karriere als Schauspieler und gab 1965 als Sid Pornick sein Broadway-Debüt in der Originalproduktion des Musicals Half a Sixpence. Im Musical Hello, Dolly! unter der Regie von Charles Nelson Reilly übernahm er die Rolle des Cornelius Hackl und trat auch in den Stücken Sheep on the Runway von Art Buchwald und Scratch von Archibald MacLeish sowie von 1972 bis 1973 in Viel Lärm um nichts auf. Auf anderen Bühnen war er in Aufführungen von Wie es euch gefällt zu sehen und leitete eine Wiederbelebung von I Do! I Do! mit David Garrison und Karen Ziemba.
Als Filmschauspieler hatte Mackenzie 1964 seine erste Gastrolle in der Fernsehserie Route 66. Hierauf folgten über Jahre weiter kleine Rollen in ABC Stage 67, That Girl, The Mod Squad, Rhoda, Barettaund All in the Family. Wiederkehrende Rolle hatte er in jeweils sieben Folgen von Mary Hartman, Mary Hartman und auch in Bob Newhart, wo er auch Regie führte. Seine einzige Spielfilm-Rolle hatte er in Der Hausbesitzer.
Mackenzie gab sein Debüt als Fernsehregisseur mit The Bob Newhart Show und inszenierte danach mehrere Folgen von The Stockard Channing Show, Too Close for Comfort, Bosom Buddies, WKRP in Cincinnati, Gimme a Break!, Newhart, Das Model und der Schnüffler, Familienbande, Day by Day, Major Dad, Phenom, The Boys are Back, Dharma & Greg, Alle lieben Raymond, Scrubs – Die Anfänger und Reba.

## Filmografie (Auswahl)

### Regisseur
- 1975: The Bob Newhart Show (1 Folge)
- 1979–1982: WKRP in Cincinnati (16 Folgen)
- 1980: The Stockard Channing Show (5 Folgen)
- 1980: Too Close for Comfort (5 Folgen)
- 1981: Bosom Buddies (8 Folgen)
- 1981–1982: Gimme a Break! (7 Folgen)
- 1982–1984: Newhart (24 Folgen)
- 1982–1987: Familienbande (36 Folgen)
- 1985–1986: Das Model und der Schnüffler (4 Folgen)
- 1988–1989: Day by Day (14 Folgen)
- 1989: Major Dad (84 Folgen)
- 1989: Worth Winning (Komödie)
- 1993–1994: Phenom (11 Folgen)
- 1994–1995:The Boys are Back (16 Folgen)
- 1997–2000: Dharma & Greg (7 Folgen)
- 1997–2000: Alle lieben Raymond (32 Folgen)
- 2000–2009: Scrubs – Die Anfänger (8 Folgen)
- 2002–2007:Reba (63 Folgen)

### Schauspieler
- 1964: Route 66 (1 Folge)
- 1966: ABC Stage 67
- 1970: Der Hausbesitzer (The Landlord)
- 1975: Rhoda (Fernsehserie)Rhoda
- 1976: Baretta
- 1977: All in the Family
- 1975: The Bob Newhart Show (7 Folgen)
- 1976: Mary Hartman, Mary Hartman (7 Folgen)

## Auszeichnungen
Mackenzie wurde fünf Mal für den Emmy Award für herausragende Regie einer Comedy-Serie und einmal für den Emmy Award für herausragende Regie einer Drama-Serie nominiert.
Er gewann zweimal den Directors Guild of America Award für herausragende Regie einer Drama-Serie für Das Model und der Schnüffler und einmal den Directors Guild of America Award für herausragende Regie einer Comedy-Serie für die Episode „A, My Name Is Alex“ der Fernsehserie Familienbande.